# 打鐵厝
打鐵厝，是臺灣彰化縣鹿港鎮的一個地名，位於該鎮東南部。就行政區而言，範圍大致為東崎里不含東北端及北端。

## 歷史
台灣清治末期至日治初期，打鐵厝地區為一街庄，稱為「打鐵厝庄」，隸屬於馬芝堡。該庄北與廖厝庄、溝墘庄為鄰，東邊一小段與馬鳴山庄為鄰，東南邊及南邊東側小段為大崙庄，南邊西側大段為橋頭庄，西邊為頂厝庄。
1901年（日治明治三十四年）11月，該庄隸屬於彰化廳。1909年（明治四十二年）10月，改隸屬於臺中廳。1920年（大正九年），該庄改制為「打鐵厝」大字，隸屬於臺中州彰化郡鹿港街。
戰後鹿港街改制為鹿港鎮，隸屬於彰化縣，大字亦改制為里。

## 交通
縣道142號（彰鹿路五段）是鹿港至彰化莿桐腳的道路，大致以橫向經過打鐵厝地區東南端，往西可前往鹿港，往東可前往馬鳴山、彰化莿桐腳。